# Ponte Alta do Tocantins
Ponte Alta do Tocantins är en kommun i Brasilien.   Den ligger i delstaten Tocantins, i den centrala delen av landet, 600 km norr om huvudstaden Brasília. Antalet invånare är 7 180.
Omgivningarna runt Ponte Alta do Tocantins är huvudsakligen savann. Trakten runt Ponte Alta do Tocantins är nära nog obefolkad, med mindre än två invånare per kvadratkilometer.